# Ramazan Altıntepe
Ramazan Altıntepe (* 24. September 1981 in Afyonkarahisar) ist ein türkischer Fußballspieler, der für Kocaeli Birlikspor spielt.

## Karriere
Altıntepe begann mit dem Vereinsfußball in der Jugendabteilung von Tedaşspor und wechselte 1999 in die Jugend von Afyonkarahisarspor. Hier erhielt er im Sommer 2000 einen Profivertrag und spielte zwei Jahre lang für diese Mannschaft. Die nächsten beiden Spielzeiten verbrachte er bei diversen Drittligisten.
2008 wechselte er zum damaligen Drittligisten Bucaspor. In der ersten Spielzeit erreichte man hier die Meisterschaft der TFF 2. Lig und damit den Aufstieg in die TFF 1. Lig. Die darauffolgende Saison verließ er den Verein in der Winterpause und wechselte zum Zweitligisten Gaziantep Büyükşehir Belediyespor.
Im Sommer 2014 verließ er nach vier Jahren Gaziantep BB und wechselte zum Drittligisten Kocaeli Birlikspor.

## Erfolge
Mit Bucaspor
- Meister der TFF 2. Lig und Aufstieg in die TFF 1. Lig: 2008/09